# Sečoveljske soline in estuarij Dragonje
Sečoveljske soline in estuarij Dragonje este o arie protejată (arie specială de conservare — SAC, sit de importanță comunitară — SCI) din Slovenia întinsă pe o suprafață de 366,26 ha, integral pe uscat.

## Localizare
Centrul sitului Sečoveljske soline in estuarij Dragonje este situat la coordonatele 45°28′30″N 13°36′06″E / 45.4749°N 13.6016°E.

## Înființare
Situl Sečoveljske soline in estuarij Dragonje a fost declarat sit de importanță comunitară în aprilie 2004 pentru a proteja 3 specii de animale. Situl a fost protejat și ca arie specială de conservare în februarie 2012.

## Biodiversitate
Situată în ecoregiunea continentală, aria protejată conține 6 habitate naturale: Estuare, Terase mlăștinoase și terase nisipoase neacoperite de apă la reflux, Salicornia și alte specii anuale care populează regiunile mlăștinoase și nisipoase, Pajiștile Spartina (Spartinion maritimae), Pășuni mediteraneene udate de apa mării (Juncetalia maritimi), Tufărișuri halofile mediteraneene și termo-atlantice (Sarcocornetea fruticosi).
La baza desemnării sitului se află mai multe specii protejate:
- nevertebrate (1): fluturele de noapte (Eriogaster catax)
- pești (1): Aphanius fasciatus
- reptile (1): țestoasa de baltă (Emys orbicularis)